# Eucereon hyalinum
Eucereon hyalinum là một loài bướm đêm thuộc phân họ Arctiinae, họ Erebidae.